# Zona B (Cisiordania)

Suprafețele desemnate ca Zona B sunt reprezentate cu vișiniu închis pe harta Cisiordaniei.

Zona B (în ebraică B שטח) este un termen definit de acordurile de la Oslo care descrie și se referă la teritoriul transferat de Israel sub controlul civil al Autorității Naționale Palestiniene, dar în care statul evreu controlează fluxul de mărfuri și deplasarea persoanelor. Zona B reprezintă suprafețe discontinue totalizând inițial, în 1995, circa 23–25% din Cisiordania, conform primei faze stipulate în Acordurile de la Oslo.
Această zonă include circa 440 de sate palestiniene și împrejurimile lor și nici o colonie israeliană. Israelul exercită jurisdicția exclusivă asupra locuitorilor evrei și autoritatea exclusivă în materie de securitate atât pentru locuitorii arabi cât și pentru cei evrei. Autoritatea Națională Palestiniană are jurisdicție politică, administrativă și polițienească asupra locuitorilor arabi, însă doar poliția și armata israeliană pot efectua arestări în teritoriile care compun Zona B.
Locuitorii arabi sunt supuși legilor Autorității Naționale Palestiniene, plătesc taxele și impozite către aceasta și beneficiază de aceleași servicii publice precum cele pe care Autoritatea le oferă palestinienilor din Zona A.
La nivelul anului 2014, în urma expansiunii coloniilor israeliene, Zona B mai reprezenta doar circa 22% din Cisiordania. Palestinienii din zonele A și B se confruntă cu o criză acută a terenurilor necesare pentru dezvoltare, construcții și agricultură. Singurele terenuri care ar putea fi disponibile pentru multe din comunitățile palestiniene se află în Zona C și sunt subiectul restricțiilor drastice impuse de Israel față de locuitorii arabi.